# Meritxell Borràs
Pour les articles homonymes, voir Borràs.
Meritxell Borràs i Solé, née le 12 avril 1964 à L'Hospitalet de Llobregat (province de Barcelone), est une femme politique espagnole indépendantiste catalane, membre d'Ensemble pour la Catalogne (Junts).
Elle est diplômée en pharmacie de l'université de Barcelone et travaille dans l'industrie pharmaceutique au cours des années 1990. En 1981, elle participe à la fondation de la Jeunesse nationaliste de Catalogne dans sa ville natale, puis elle rejoint un an plus tard la Convergence démocratique de Catalogne (CDC).
Elle est élue en 1995 conseillère municipale de L'Hospitalet, bastion du Parti socialiste depuis 1979. Elle postule en tête de liste tous les quatre ans entre 1999 et 2011, sans jamais empêcher le maintien du centre gauche au pouvoir.
Cette même année 1995, elle obtient son premier mandat au Parlement de Catalogne. Elle échoue se faire réélire en 1999 puis 2003 en raison d'une place trop basse sur la liste de Convergence et Union (CiU) dans la circonscription de Barcelone, mais elle retrouve systématiquement un siège en qualité de suppléante. À partir de 2006, elle est systématiquement reconduite au sein de l'assemblée, mais doit renoncer à une nouvelle candidature en septembre 2015 en raison de la création de l'alliance électorale Ensemble pour le oui.
Elle entre au gouvernement catalan en juin 2015, à la suite de la rupture entre Convergence et Union, en qualité de conseillère à la Gouvernance et aux Administrations publiques. Son portefeuille est élargi à la question du logement en janvier 2016.
Elle est placée en détention provisoire le 2 novembre 2017 par la justice espagnole en raison de son rôle dans l'organisation du référendum d'indépendance. C'est à ce titre qu'elle est condamnée en octobre 2019 à 20 mois d'inéligibilité. En février 2022, huit mois après avoir purgé sa peine, elle est élue présidente de l'Autorité de protection des données par le Parlement.

## Famille
Meritxell Borràs i Solé naît le 12 avril 1964 à L'Hospitalet de Llobregat, dans le Barcelonès, en Catalogne. Elle est la fille de Jacint Borràs, membre fondateur de la Convergence démocratique de Catalogne (CDC ou Convergèencia), conseiller municipal de L'Hospitalet et dirigeant du FC Barcelone dans les années 1970 et en 2007.

## Études et vie professionnelle
Meritxell Borràs obtient une licence en pharmacie de l'université de Barcelone (UB) en 1988, et un master en gestion d'entreprise au sein du même établissement en 1990. Elle suit une formation en direction politique à l'Institut d'études supérieures de commerce de Madrid en 2010.
Elle travaille pour le laboratoire pharmaceutique Menarini entre 1986 et 1994, puis pour le laboratoire pharmaceutique Almirall entre 1995 et 1996.

## Vie politique

### Jeunesse militante
En 1981, Meritxell Borràs participe à la fondation de la section de la Jeunesse nationaliste de Catalogne (JNC) à L'Hospitalet de Llobregat, dont elle devient présidente. Elle adhère à la Convergence démocratique l'année suivante.
Elle intègre le comité exécutif national de la JNC, en qualité de directrice du Bulletin interne entre 1984 et 1986, puis comme directrice de l'Institut de formation entre 1986 et 1987. Elle démissionne alors, arguant de raisons professionnelles. Entre 1987 et 1992, elle est vice-présidente de l'association Centre d'Estudis Juvenils Lluís Nicolau d'Olwer, créé par la Jeunesse nationaliste deux ans plus tôt pour organiser des conférences et favoriser les rencontres entre militants de l'organisation. Elle quitte la JNC en 1994.
En 1995, elle fait partie de la minorité du conseil national de Convergència qui s'oppose à une alliance entre la coalition nationaliste Convergence et Union (CiU) et le Parti populaire espagnol pour soutenir le premier gouvernement de José María Aznar au niveau national.

### Candidate de CiU à l'Hospitalet
Meritxell Borràs est élue conseillère municipale de L'Hospitalet de Llobregat sur la liste de Convergence et Union aux élections municipales de 1995. La même année, elle est députée à la députation provinciale de Barcelone. Elle devient porte-parole du groupe politique municipal de CiU en 1998.
Aux élections municipales de 1999, elle conduit la liste de CiU à L'Hospitalet, qui constitue un bastion du Parti des socialistes de Catalogne (PSC) depuis les élections de 1979. La liste obtient trois conseillers sur vingt-sept, contre dix-huit au PSC. L'année suivante, le groupe se divise lorsque l'unique conseiller d'Union démocratique de Catalogne (UDC ou Unió), Jordi Petit, accepte l'offre de la majorité d'être nommé commissaire du programme municipal de lutte contre le sida, une fonction jugée incompatible avec le statut de conseiller d'opposition par Convergència. Cette dernière l'exclut du groupe de Convergence et Union.
Aux élections municipales de 2003, Meritxell Borràs est à nouveau tête de liste de CiU à L'Hospitalet. Elle remporte de nouveau trois élus, les socialistes conservant une majorité amoindrie avec seize conseillers municipaux.
Aux élections municipales de 2007, elle est investie pour la troisième fois candidate de Convergence et Union à la mairie de L'Hospitalet de Llobregat. Sa liste s'adjuge trois conseillers municipaux, celle du Parti socialiste en totalisant dix-sept, ce qui permet au maire Celestino Corbacho d'être reconduit pour un quatrième mandat.
Aux élections municipales de 2011, elle postule pour la quatrième élection consécutive comme tête de liste de CiU à L'Hospitalet et présente un programme électoral centré sur la création d'emplois et le renforcement de la sécurité. CiU obtient son meilleur résultat depuis vingt ans avec quatre élus, pendant que le PSC obtient treize mandats, échouant à conquérir la majorité absolue pour la première fois depuis 1979.
Elle ne se présente pas aux élections municipales de 2015. Jordi Monrós (ca) lui succède comme tête de liste de Convergència i Unió, qui se contente d'un seul élu au conseil municipal.

## Députée au Parlement de Catalogne

### Premiers mandats
Meritxell Borràs est élue députée au Parlement de Catalogne lors des élections du 19 novembre 1995 dans la circonscription de Barcelone. Au cours de la Ve législature, elle est membre de la commission d'étude sur le SIDA, de la commission de l'Industrie, de l'Énergie, du Commerce et du Tourisme, de la commission de la Politique sociale, de la commission de contrôle de la radiotélévision publique Corporació Catalana de Mitjans Audiovisuals (CCMA), et de la commission sur le Síndic de Greuges.
Aux élections du 17 octobre 1999, elle occupe le 33e rang de la candidature de Convergence et Union dans la circonscription de Barcelone, qui obtient 31 sièges. En janvier 2000, trois députés démissionnent du Parlement pour se consacrer à d'autres fonctions. Meritxell Borràs remplace Andreu Mas-Colell, qui est sur le point d'être nommé conseiller à la Recherche et à l'Enseignement supérieur au gouvernement. À son retour au Parlement, elle est nommée vice-présidente de la commission d'étude sur la Situation de la jeunesse en Catalogne, et secrétaire de la commission d'étude sur le SIDA. Pendant la VIe législature, elle est également membre de la commission sur l'Égalité entre les femmes et les hommes, de la commission de l'Industrie, de l'Énergie, du Commerce et du Tourisme, de la commission de la Politique sociale, de la commission de contrôle de la CCMA.
Son action parlementaire lui donne accès à des responsabilités plus importantes au sein de Convergència. En mai 2001, elle est nommée membre du comité exécutif national. Elle fait partie du secteur souverainiste du parti. En octobre 2001, lors du congrès extraordinaire qui décide de poursuivre la fédération Convergence et Union (CiU), elle est signataire d'un manifeste dans le journal Avui qui réclame une alliance entre CiU et la Gauche républicaine de Catalogne (ERC),.
Aux élections du 16 novembre 2003, elle est candidate en 28e place sur la liste de CiU dans la circonscription de Barcelone, une position considérée comme éligible. Convergence et Union perd les élections, n'obtient que 25 sièges dans la circonscription, et Meritxell Borràs n'est pas réélue. En avril 2005, elle revient au Parlement en remplacement de Jaume Camps (ca) qui démissionne après avoir été élu membre du conseil consultatif (ca). Députée pendant la dernière année de la VIIe législature, elle est membre de la commission de l'Immigration, de la commission de contrôle de la CCMA et de la commission de la Politique sociale.

### Ascension politique
Meritxell Borràs est progressivement reconnue au sein de Convergence et Union pour son travail parlementaire efficace. Son expérience dans des domaines divers comme l'économie, l'audiovisuel, la protection sociale et l'immigration fait d'elle l'une des députées les plus importantes du groupe parlementaire.
Aux élections du 1er novembre 2006, elle prend la quatrième position sur la liste de CiU dans la circonscription de Barcelone par le président de CDC et chef de l'opposition, Artur Mas. Elle précède des candidats plus expérimentés comme les anciens conseillers Irene Rigau (ca), Antoni Fernández i Teixidó (ca) et Francesc Homs. Cette promotion inattendue suscite alors la perplexité chez les militants de Convergència. Au Parlement, elle fait partie des plus proches collaborateurs d'Artur Mas. Elle est nommée porte-parole de CiU à la commission de contrôle de la CCMA. En 2009, elle provoque une polémique dans les médias après avoir ouvertement critiqué le présentateur de l'émission El matí de Catalunya Ràdio (ca), Manel Fuentes (ca). Au cours de la VIIIe législature, elle participe successivement à la commission de l'Environnement et du Logement, la commission de la Protection sociale et de l'Immigration, la commission du Travail, de l'Industrie, du Commerce et du Tourisme, la commission de l'Économie, des Finances et du Budget, et la commission de la Santé.
Elle est à nouveau candidate en quatrième position sur la liste de Convergence et Union dans la circonscription de Barcelone lors des élections du 28 novembre 2010. CiU ayant remporté les élections, Artur Mas peut former son premier gouvernement après sept années passées dans l'opposition. Pendant la IXe législature, Meritxell Borràs est membre de la commission de contrôle de la CCMA, de la commission de la Santé, de la commission du Règlement et de la commission des Entreprises et du Travail. Au congrès de CDC, organisé à Reus en mars 2012, elle est nommée présidente de la commission nationale de la politique sectorielle, nouvellement créée.
Dans la perspective des élections du 25 novembre 2012, elle est placée au sixième rang de la liste de  CiU dans la circonscription de Barcelone. Pendant la Xe législature, elle est membre de la députation permanente, de la commission de contrôle de la CCMA, et de la commission des Entreprises et du Travail. Elle est l'une des députées les plus importantes de la Convergence démocratique et considérée comme le bras droit du président du groupe parlementaire de Convergence et Union, Jordi Turull. Elle est chargée de toutes les questions liées à l'emploi et au travail, et notamment de conduire la réforme du service de l'emploi de Catalogne,. En mars 2013, elle est nommée présidente de la commission d'enquête parlementaire sur la santé. En juillet 2014, lorsque la direction de Convergència est recomposée après la démission d'Oriol Pujol, elle demeure présidente de la commission nationale de la politique sectorielle, et fait partie, à ce titre, des dix plus hauts dirigeants du parti.
En décembre 2014, elle est nommée porte-parole de CiU à la commission d'enquête parlementaire sur la fraude et l'évasions fiscales et les pratiques de corruption politique, dite « commission Pujol ». Il s'agit de l'une des tâches les plus délicates qui lui aient été confiées au Parlement, ce qui témoigne de la confiance que lui porte la direction du parti. La commission enquête sur l'affaire Pujol (ca), une affaire de fraude fiscale impliquant l'ancien président de la Généralité et de Convergència, Jordi Pujol, et sa famille. Meritxell Borràs est chargée d'affronter les accusations de l'opposition au nom de Convergence et Union.
Élue au Parlement depuis vingt ans en 2015, elle est l'une des plus anciennes députées de la chambre. Lors des élections plébiscitaires du 27 septembre 2015, elle n'est pas candidate sur la liste d'union indépendantiste de Junts pel Sí (JxSí), en raison de l'alliance de Convergence avec la Gauche républicaine et de l'inclusion de nombreux candidats indépendants.

## Conseillère à la Gouvernance

### Deuxième gouvernement d'Artur Mas
En juin 2015, la rupture de Convergence et Union (CiU) conduit au départ des trois conseillers d'Unió du second gouvernement d'Artur Mas. Meritxell Borràs est nommée conseillère à la Gouvernance et aux Relations institutionnelles le 22 juin 2015. Elle succède à la vice-présidente du gouvernement, Joana Ortega (ca), à la tête de son départemental exécutif, tandis que la conseillère au Bien-être social et à la Famille, Neus Munté, est promue vice-présidente du gouvernement. Elle fait partie du secteur proche du président Artur Mas au sein de Convergència.
Les principaux projets mis en œuvre au cours de ses six mois de participation au gouvernement sont la création de 1230 postes de fonctionnaires, et la participation au développement de l'Agence fiscale de Catalogne (ca) pour en faire une structure du futur État catalan. Elle est également chargée de l'organisation des élections au Parlement de Catalogne de 2015, qui sont notamment marquées par la polémique sur les difficultés rencontrées par les résidents à l'étranger pour exercer leur droit de vote, dénoncées par le gouvernement catalan auprès des autorités espagnoles.

### Gouvernement de Carles Puigdemont
En janvier 2016, Meritxell Borràs est nommée conseillère à la Gouvernance, aux Administrations publiques et au Logement dans le nouveau gouvernement de Carles Puigdemont. Elle est l'une des rares membres du précédent gouvernement à conserver son département. Le périmètre de son portefeuille est modifié par rapport à la précédente mandature : il intègre les compétences en matière de logement, qui relevaient auparavant du département du Territoire et de la Durabilité, tandis que les compétences en matière de relations institutionnelles et de transparence sont transférées au nouveau département des Affaires extérieures dirigé par Raül Romeva.
L'un des sujets majeurs de son mandat est la persistance de la crise du logement consécutive à l'augmentation de la pauvreté depuis la crise économique de 2008. La loi de mesures urgentes sur le logement et la précarité énergétique du 29 juillet 2015, issue d'une initiative législative populaire et adoptée à l'unanimité par le Parlement pendant la législature précédente, avait introduit des mesures de protection des personnes vulnérables contre les expulsions de logement. Elle s'est heurtée à l'opposition du gouvernement espagnol, qui a décidé en avril 2016 de contester la loi devant le Tribunal constitutionnel. Ce recours suscite l'indignation générale en Catalogne : Carles Puigdemont réunit le mois suivant un sommet politique et social qui rassemble le gouvernement, les partis politiques, les communes et les entités sociales, pour défendre la loi contestée. Il annonce que son exécutif présentera un nouveau projet de loi pour « laisser sans effets pratiques la suspension » en remplaçant les articles contestés. Meritxell Borràs est chargée de la rédaction du nouveau texte, en concertation avec les municipalités et les entités sociales. Le projet de loi est élaboré en un temps record et approuvé par le conseil exécutif en octobre 2016, avant d'être transmis au Parlement en procédure d'urgence. La loi de mesures de protection du droit au logement est adoptée à l'unanimité en décembre 2016, moins de six mois après son annonce.
Par ailleurs, elle annonce en mars 2016 que le gouvernement prépare une loi sur les baux pour 2017, afin de mieux réguler le marché locatif.
Un autre chantier important du gouvernement est l'introduction du vote électronique des Catalans résidant à l'étranger, afin de faciliter l'exercice de leur droit de vote. En octobre 2016, le conseil exécutif approuve le projet de loi sur le vote électronique des Catalans résidant à l'étranger préparé par Meritxell Borràs. Le projet est débattu par le Parlement en novembre 2016.

## Condamnation puis retour à la vie publique
Meritxell Borràs entre en détention provisoire le 2 novembre 2017, après avoir été auditionnée par l'Audience nationale le matin, accusée des chefs de rébellion, sédition et détournement de fonds publics.
Le 14 octobre 2019, elle est condamnée par le Tribunal suprême à une amende de 60 000 euros pour désobéissance, assortie de vingt mois d'inéligibilité. Cette même juridiction annonce, le 11 juin 2021, que cette peine a été entièrement purgée.
À la suite d'un accord conclu entre le Parti des socialistes de Catalogne (PSC), la Gauche républicaine de Catalogne (ERC) et Ensemble pour la Catalogne (Junts), elle est élue, le 10 février 2022 par le Parlement, présidente de l'Autorité de protection des données (APDCAT). Elle recueille 98 voix pour et 31 contre lors d'un vote à bulletin secret.